# Paraliparis operculosus
Paraliparis operculosus är en fiskart som beskrevs av Andriashev, 1979. Paraliparis operculosus ingår i släktet Paraliparis och familjen Liparidae. IUCN kategoriserar arten globalt som otillräckligt studerad. Inga underarter finns listade i Catalogue of Life.